# Guy Rose

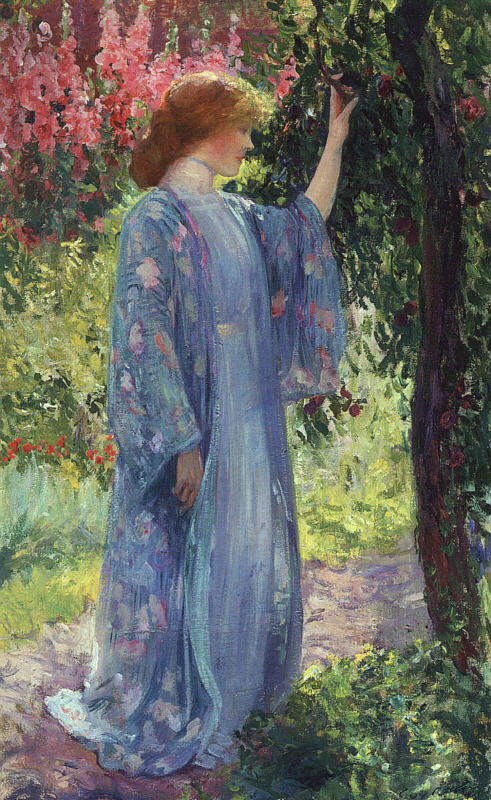
Niebieskie kimono, 1909

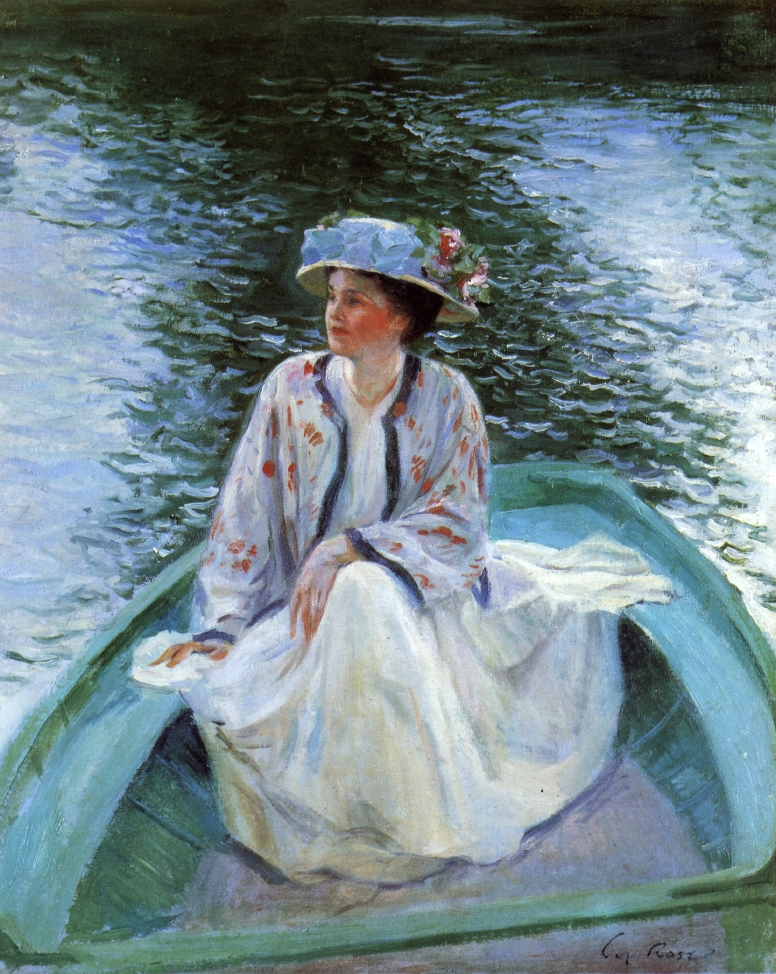
Nad rzeką, około 1910

Guy Rose (ur. 3 marca 1867 w San Gabriel Valley w Kalifornii, zm. 17 listopada 1925 w Pasadenie) – amerykański malarz impresjonista, członek California Art Club.

## Życiorys
Urodził się jako siódme dziecko prominentnego senatora Kalifornii Leonarda Johna Rose i jego żony Amandy Jones Rose. Studiował w Los Angeles High School i w California School of Design w San Francisco. We wrześniu 1888 wyjechał do Paryża i kontynuował naukę w Académie Julian, jego nauczycielami byli m.in. Jules Joseph Lefebvre, Benjamin Constant i Jean-Paul Laurens. Po zakończeniu nauki powrócił do Stanów Zjednoczonych i w latach 90. XIX w. mieszkał w Nowym Jorku. Pracował jako ilustrator dla magazynów Harper’s, Scribner’s i Century. Do Francji powrócił w 1899, mieszkał w Paryżu i Giverny, gdzie był członkiem lokalnej kolonii amerykańskich artystów, odwiedzał też Algierię. W tym czasie zaprzyjaźnił się z Monetem, który stał się jego mentorem, utrzymywał też kontakty z innymi impresjonistami francuskimi, którzy wpłynęli na jego twórczość.
Guy Rose powrócił do Ameryki w 1912 początkowo mieszkał w Nowym Jorku a od 1914 w Los Angeles. Pracował jako nauczyciel w Stickney Memorial School of Art w Pasadenie, w latach 1919-21 był dyrektorem szkoły. Ostatnie lata życia artysta cierpiał z powodu chronicznego zatrucia ołowiem, który wchodził w skład farb malarskich. W 1921 miał udar mózgu i został sparaliżowany, zmarł w 1925 w Pasadenie.

## Twórczość
Artysta malował obrazy techniką olejną, poruszał tematykę typową dla europejskiego impresjonizmu, przedstawiał urodę pięknych kobiet, ogrodów i parków. Często malował pejzaże, szczególnie nadmorskie. Podstawowym środkiem wyrazu w jego pracach było wszechobecne i rozedrgane światło oraz jaskrawa i oparta na czystych barwach kolorystyka. Często wystawiał, pierwszy sukces odniósł w paryskim Salonie w 1894, otrzymał m.in. srebrny medal na Panama-Pacific International Exposition i złoty na Panama-California Exposition w 1915. Był czołowym przedstawicielem kalifornijskiej szkoły impresjonizmu i członkiem California Art Club.
Jego prace znajdują się głównie w zbiorach muzeów amerykańskich m.in. w Bowers Museum w Santa Ana,
Cleveland Museum, Laguna Art Museum w Laguna Beach, Los Angeles County Museum of Art, Oakland Museum i Pasadena Art Institute.